# Тонга
20° пд. ш. 175° зх. д. / 20° пд. ш. 175° зх. д.
Королівство Тонга (тонг. Puleʻanga Fakatuʻi ʻo Tonga, англ. Kingdom of Tonga) — держава-архіпелаг у південно-західній частині Тихого океану, складається з понад 172 островів, з яких тільки 36 населені. Належить до карликових держав.
Острови Тонга розташовуються на лінії, що сполучає Нову Зеландію і Гаваї, південніше від Самоа і східніше від Фіджі. Були відкриті нідерландськими мореплавцями Віллемом Схаутеном і Якобом Лемером у 1616 році.

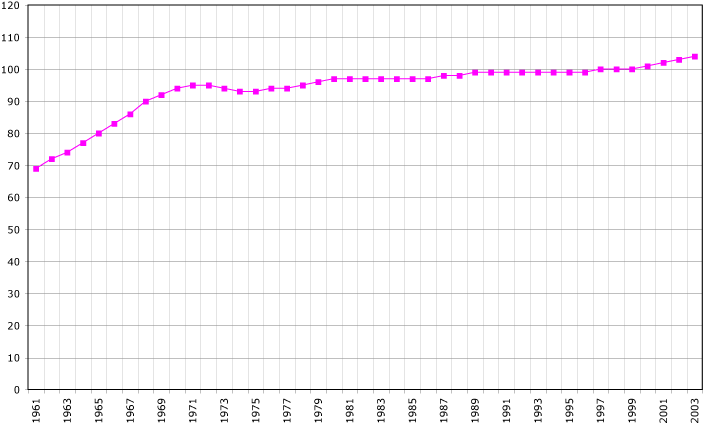
Популяція Королівства Тонга (1961—2003)

## Назва
У перекладі з багатьох мов Полінезії слово Tonga означає «південь». Імовірно, архіпелаг дістав таку назву за своє розташування на південь від островів Самоа, звідки велася колонізація Полінезії, зокрема й Тонга. Однак тонганці перекладають назву своєї країни як «сад». Англійський мандрівник Джеймс Кук назвав архіпелаг у 1773 році «Островами дружби» (англ. Friendly Islands).

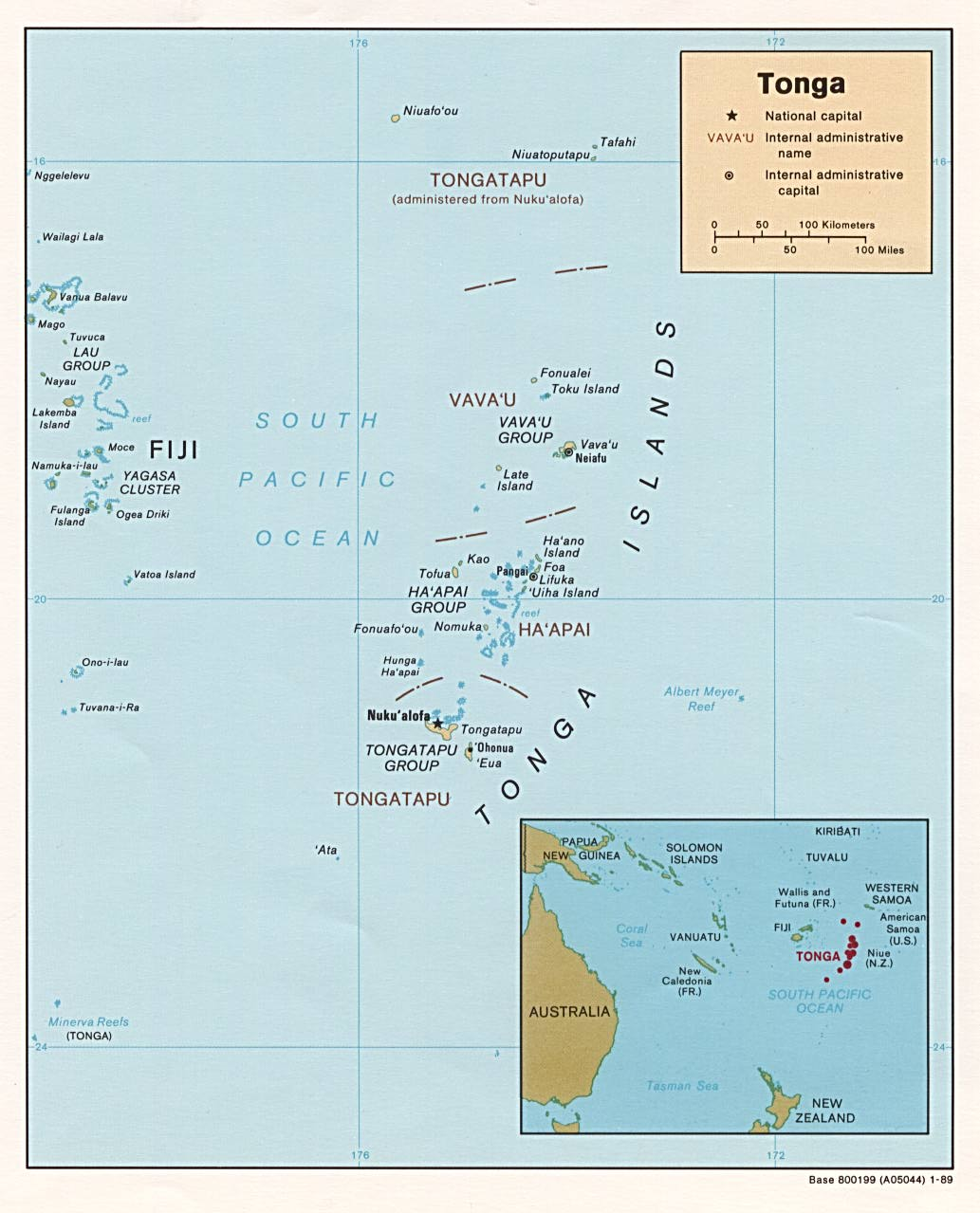
Мапа Королівства Тонга

## Географія

### Географічне положення
Дивись також Острови Тонги
Держава Тонга являє собою скупчення вулканічних і коралових островів, розташованих у південній частині Тихого океану. Найближчі архіпелаги — острови Фіджі (розташовані на північний захід від Тонга) та архіпелаг Самоа (на північний схід).
Загальна площа Тонга становить близько 748 км². З них суші — 718 км², водної поверхні — 30 км². Країна розташована на 172 островах, з яких тільки 36 населені (площа населеної території близько 670 км²). Найбільшими острівними групами, які входять до складу Королівства, є острови Вавау, Тонгатапу та Хаапай. Архіпелаг Тонга тягнеться з північного сходу на південний схід приблизно на 631 км, а зі південного сходу на північний захід приблизно на 209 км. Найвища точка країни, яка досягає висоти 1033 м, розташована на острові Као.
24 січня 1972 року Тонга пред'явила свої претензії на рифи Мінерва, а вже 15 липня анексувала їх. Попри дії з боку Південнотихоокеанського форуму, суперечки між Тонга та Фіджі щодо приналежності цих рифів тривають.

### Геологія
Архіпелаг розташований на межі Тихоокеанської та Індо-Австралійської літосферних плит, на захід від впадини Тонга і являє собою скупчення вулканічних, коралових островів і рифів, що розташовані на вершинах двох паралельних підводних хребтів.
Деякі острови архіпелагу оточені бар'єрними рифами, як, наприклад, острови Ніуас. Група Вавау переважно представлена піднесеними вулканічними або піднятими вапняковими островами, також оточеними рифами. У групі Хаапай здебільшого зустрічаються підняті вулканічні або низовинні вапнякові острови. Острови Тонгатапу та Еуа мають вапнякове походження. Острів Тонгатапу характеризується рівнинним рельєфом: поодинокі пагорби досягають висоти близько 30 м. Коралова основа острова вкрита вулканічним попелом глибиною до 3 м.

#### Вулканізм
За останні двісті років на островах зареєстровано понад 35 вулканічних вивержень. 

#### Сейсмічність
Землетруси поблизу островів архіпелагу виникають досить часто, тому місцевість характеризується підвищеною сейсмічністю.

### Клімат
Клімат Тонга жарки́й, тропічний, перебуває під впливом південно-східних пасатів. Режим опадів значною мірою пов'язаний з Південнотихоокеанською зоною конвергенції. Чітко виокремлюються два сезони: сезон дощів та сезон посух. Вологий сезон, також відомий як сезон циклонів, триває з листопаду по квітень, а посушливий — з травня по жовтень. Найбільше дощів у січні, лютому та березні, за кожен з який може випасти 250 мм дощу. Середньорічна кількість опадів щороку може бути різною, причиною чому є Ель-Ніньйо та тропічні циклони. Під час Ель-Ніньйо на островах спостерігаються тривалі посухи, а під час циклонів — сильні дощі. В різних частинах країни середньорічна кількість опадів також відрізняється: найбільше опадів на північних островах — близько 2500 мм в рік (це викликано сезонною близькістю Південноотихоокеанскої зони конвергенції), менше всього — на південних островах (близько 1700 мм на рік). У столиці країни, місті Нукуалофі, в рік випадає близько 1733 мм, в Ліфука — близько 1689 мм, в Неїафу — 2185 мм. Починаючи з 1970 року, тенденцією для островів в центральній і південній частинах Тонга стало зниження кількості опадів.
Середньорічна температура повітря в країні варіюється від 26 °C на Ніуафооу до 23 °C на Тонгатапу. У жаркі дощові місяці (листопад — квітень) температура на островах зазвичай коливається між 25—26 °C, а в сухі прохолодні (травень — жовтень) — +21...+24 °C. При цьому на північних островах архіпелагу різниця температур, як правило, менше, ніж на південних. Максимальна температура, зареєстрована на Вавау 11 лютого 1979 року, становила +35 °C, мінімальна, зареєстрована 8 вересня 1994 року в Фуамоту, — +8,7 °C. Переважливими є вітри південно-східного направлення, які дують з травня по жовтень. У сезон циклонів (листопад — березень) господарюють пасати.
| Клімат Nukuʻalofa       | Клімат Nukuʻalofa | Клімат Nukuʻalofa | Клімат Nukuʻalofa | Клімат Nukuʻalofa | Клімат Nukuʻalofa | Клімат Nukuʻalofa | Клімат Nukuʻalofa | Клімат Nukuʻalofa | Клімат Nukuʻalofa | Клімат Nukuʻalofa | Клімат Nukuʻalofa | Клімат Nukuʻalofa | Клімат Nukuʻalofa |
| Показник                | Січ.              | Лют.              | Бер.              | Квіт.             | Трав.             | Черв.             | Лип.              | Серп.             | Вер.              | Жовт.             | Лист.             | Груд.             | Рік               |
| Абсолютний максимум, °C | 32                | 32                | 31                | 30                | 30                | 28                | 28                | 28                | 28                | 29                | 30                | 31                | 32                |
| Середній максимум, °C   | 28                | 29                | 28                | 27                | 26                | 25                | 25                | 24                | 25                | 25                | 27                | 27                | 26                |
| Середня температура, °C | 25                | 25                | 25                | 24                | 23                | 21                | 21                | 21                | 21                | 22                | 23                | 23                | 23                |
| Середній мінімум, °C    | 22                | 22                | 22                | 21                | 20                | 18                | 17                | 18                | 17                | 19                | 20                | 20                | 20                |
| Абсолютний мінімум, °C  | 16                | 17                | 15                | 15                | 13                | 11                | 10                | 11                | 11                | 12                | 13                | 16                | 10                |
| Норма опадів, мм        | 130               | 190               | 210               | 120               | 130               | 100               | 100               | 130               | 110               | 90                | 100               | 120               | 1530              |
| Днів з дощем            | 11                | 13                | 14                | 12                | 12                | 10                | 10                | 12                | 10                | 10                | 10                | 10                | 134               |
| Вологість повітря, %    | 77                | 78                | 79                | 76                | 78                | 77                | 75                | 75                | 74                | 74                | 73                | 75                | 76                |
| ----------------------- | ----------------- | ----------------- | ----------------- | ----------------- | ----------------- | ----------------- | ----------------- | ----------------- | ----------------- | ----------------- | ----------------- | ----------------- | ----------------- |

Тонга перебуває під негативним впливом тропічних циклонів, які здебільшого набирають руйнівної сили. У середньому в країні щорічно реєструється не менше одного циклону, більшість із яких припадає на сезон дощів. Найбільша кількість циклонів, як правило, реєструється в лютому.
За даними ООН, рівень моря у Тонга з 1990 по 2020 рік зріс на 21 см, що вдвічі перевищує середній світовий показник.

## Історія
Докладніше: Тонга (імперія)
Полінезійці почали заселяти острови Тонга ще в XIII столітті до н. е. Острови Тонга стали відправною точкою для подальшого освоєння Океанії. Тонганці ходили в далекі плавання, нападаючи на мешканців багатьох островів Океанії та збираючи з них данину.
Починаючи з X століття на островах Тонга, Самоа та частині Фіджі була встановлена влада «священних» вождів туі-тонга, засновником династії якої став Ахоеіту.
У 1773, 1774, 1777 роках острови відвідав британський мандрівник Джеймс Кук, який дав їм назву «острови Дружби». З 1797 року на Тонга почали прибувати християнські місіонери, але тільки в 1828 році їм вдалось утвердитись на архіпелазі та почати навернення тонганців у християнство.
У 1845 році помер, не залишивши спадкоємців, останній, 39-й туі-тонга Луафілітонга. Скориставшись цим, світський вождь (туі-канокуполу) Онеоу Джордж Тупоу I зосередив владу в одних руках і проголосив себе королем Тонга. Маючи підтримку християнських місіонерів, він провів ряд реформ, що закріпили феодальний устрій і королівську владу, а також заклав основи державного устрою і суспільних відносин, які в дечому збереглися донині. У 1870-х — 1880-х роках Франція, Німеччина, Велика Британія та США уклали з Тонга договори, що визнавали незалежність королівства.
У 1918 році, відбулась пандемія  грипу, яка була занесена сюди судном з Нової Зеландії, вона забрала життя понад 1800 тонганців, рівень смертності тоді становив приблизно вісім відсотків від усього населення.
У період 1900—1970 роки Королівство Тонга перебувало під протекторатом Великої Британії. При цьому місцеві королі зберігали свою владу. У 1970 році острови Тонга здобули незалежність.

## Адміністративний поділ
Адміністративно Королівство Тонга розділене на п'ять адміністративних округів: Вавау, Ніуас, Тонгатапу, Хаапай та Еуа. Округи своєю чергою поділяються на райони та селища.
| № | Округ     | Назва на англійській мові | Адміністративний центр | Площа, км² | Площа заселених островів, км² | Населення (2006 рік) | Населення (2011 рік) | Населення (2016 рік) | Щільність, осіб/км² |
| - | --------- | ------------------------- | ---------------------- | ---------- | ----------------------------- | -------------------- | -------------------- | -------------------- | ------------------- |
| 1 | Вавау     | Vava'u                    | Неїафу                 | 161        | 131.3                         | 15 505               | 14 922               | 13 738               | 92,7                |
| 2 | Ніуас     | Niuas                     | Хіхіфо                 | 72         | 71,9                          | 1665                 | 1282                 | 1232                 | 17,8                |
| 3 | Тонгатапу | Tongatapu                 | Нукуалофа              | 275,5      | 272                           | 72 045               | 75 416               | 74 611               | 274                 |
| 4 | Хаапай    | Ha'apai                   | Пангаї                 | 132,11     | 114,2                         | 7570                 | 6616                 | 6125                 | 50,2                |
| 5 | Еуа       | 'Eua                      | Охонуа                 | 88,3       | 88                            | 5206                 | 5016                 | 4945                 | 56,8                |
|   | Всього    |                           |                        | 728,8      | 677,4                         | 101 991              | 101 991              | 100 651              | 142,1               |

До складу округу Вавау входять 6 районів: Неіафу, Леіматуа, Хахаке, Пангаімоту, Хіхіфо та Моту. До складу округу Ніуас входять 2 райони: Ніуатопутапу і Ніуафооу. До складу округу Тонгатапу входять 7 районів: Колофооу, Коломотуа, Ваіні, Татакамотонга, Лапаха, Нукунуку та Коловаі. До складу округу Хаапай входять 6 районів: Ліфука, Фоа, Уіха, Лулунґа, Кауваи-Хаано и Муомуа. До складу округу Еуа входять 2 райони: Еуа-Мотуа та Еуа-Фооу.

## Політичний устрій

### Загальна характеристика
Тонга — конституційна монархія. Чинна Конституція країни була дарована королем Джорджем Тупоу I 4 листопада 1875 року. Її поява стала важливим етапом в державному розвитку Королівства та кульмінаційним моментом в політичній діяльності Тупоу I з модернізації тонганського суспільства і забезпечення внутрішньої стабільності та єдності країни. Частково завдяки Конституції Королівство протягом всього XIX століття залишалось єдиною незалежною державою Океанії.
Конституція Тонги складається з 3 розділів та 115 статей і належить до числа «жорстких» конституцій, тобто для її зміни потрібне виконання ряду умов. Право вносити зміни в основний закон держави має Законодавча Асамблея. Для цього поправка повинна пройти через три читання в асамблеї, а після цього передана на розгляд королю. Якщо Таємна рада Тонги та Кабінет одностайно виступають в підтримку конституційної поправки, вона повинна бути схвалена королем. Після підписання королем поправка набирає чинності. Однак зміні не підлягають статті, які присвячені «закону про свободу» (мається на увазі «Декларація прав», з якої починається Конституція), принципу успадкування престолу і титулам/спадковим маєткам місцевих перів.
Тепер у Тонга проводиться поетапна політична реформа. Спеціально з цією метою у 2008 році була скликана Конституційна та виборча комісія у складі 5 осіб, основною метою якої є розробка пропозицій з внесення змін в розділи Конституції, присвячені виконавчій, виборчій владі, принципам взаємовідносин між ними, а також змін у виборчий закон Тонги.

## Міжнародні відносини

### Відносини з Україною
Між Тонгою та Україною не встановлено дипломатичних відносин.

## Населення
Національний перепис населення проводиться в Тонга на регулярній основі, починаючи з 1921 року. Однак є статистичні дані, які отримані в більш ранні роки (наприклад, у 1891 році).. З 1956 року перепис населення проводиться кожні десять років (останній відбувся у 2006 році).
Згідно з останнім переписом 2006 року (дані Департаменту статистики Тонга), численність населення країни становила 101 991 особу. До 2008 року, за оцінками ЦРУ, ця цифра збільшилась до 119 009 осіб. Темпи приросту населення в Тонга є відносно низькими на фоні інших країн Океанії: 1,669 % за оцінкою 2008 року. Перепис же 2006 року показав збільшення численності населення на 4,3 % в порівнянні з даними перепису 1996 року, що є на 4207 осіб (при щорічному прирості в 0,4 %).
У 2006 році найбільш густонаселеним регіоном був Тонгатапу, численність населення якого становила 72 045 осіб (70,6 %). У Вавау проживало 15 505 осіб (15,2 %), в Хаапай — 7570 осіб (7,4 %), Еуа — 5026 осіб (4,9 %), Ніуас — 1665 осіб (1,9 %). Найбільший приріст населення був зафіксований в Тонгатапу (8 % в порівнянні з 1996 роком) та Еуа (6 %). На інших островах було відмічено зменшення населення: на Вавау — на 1 %, в Хаапай — на 7 %, а в Ніуас — на 19 %.
Перепис населення також показав, що в регіоні Тонгатапу населення збільшилось у всіх районах, окрім Лапаха, де відбулось зменшення численності населення на 2 %. Найвищий приріст був відмічений в районі Ваіні — на 12 %. У регіоні Вавау населення найбільше збільшилося в районі Пангаімоту — на 8 %, а зниження було зареєстровано в районах Моту (на 43 %) та Хіхіфо (на 5 %). У регіоні Хаапай численність населення впала у всіх районах, крім Фоа (ріст на 3 %). В Еуа у двох районах був зафіксований приріст населення, а в Ніуас, навпаки, зменшення.
Найбільша густота населення у 2006 році була зареєстрована на острові Тонгатапу — 277 осіб на км², у той час як у країні ця цифра становила 157 осіб на км² (найнижча густота — на островах Ніуас, 23 особи на км²). У порівнянні з даними перепису 1996 року густота населення знизилась на островах Вавау, Хаапай та Ніуас, а збільшилась на островах Тонгатапу та Еуа.
У 2006 році доля міського населення Королівства Тонга становила трохи більше ніж 23 % (або 23 658 осіб). Усе воно проживало в міських поселеннях Колофооу, Коломотуа та Мауфанґа на острові Тонгатапу. У 1996 році численність міського населення становила 22 400 осіб. Таким чином, за десять років цей показник збільшився на 5,6 %.
У 2006 році чоловіки становили 50,8 % (51 772 особи), жінки — 49,2 % (50 219 особи). Доля дітей до 15 років у 2008 році — 33,7 %, дорослого населення від 15 до 59 років — 62 %, старше 65 років — 4,3 %, таким чином, середній вік населення становив 21,8 років. Середня тривалість життя чоловіків, згідно з оцінкою 2008 року, — 67,9 років, жінок — 73,1 роки.

### Етнічний склад
Населення Тонги гомогенне: згідно з даними перепису 2006 року майже 97 % мешканців були тонганці, представники корінного полінезійського народу, 1,6 % — представники змішаних шлюбів тонганців та інших народів. Доля іноземців: (європейців, вихідців з інших островів Тихого океану та азійців) мінімальна. Відносно 1996 року був помічений ріст чисельності китайців, індійців, а також фіджійців.
У 2006 році чисельність китайців у Тонга склала 395 осіб, у той час як в 1996 році в країні нараховувалося лише 55 представників цього народу. Перші ж етнічні китайці з'явилися на архіпелазі ще в 1920-х роках як англіканські священники, а в 1974 році в Тонга з'явився перший тайванський бізнесмен. Значний приріст китайського населення в Королівстві в кінці XX століття був здебільшого викликаний тим, що в 1990-х роках тонганський уряд продавав паспорти своєї країни китайцям та мешканцям Гонконгу, заробивши таким чином значні суми. Паспорти купували переважно китайські націоналісти. У результаті до 2001 року в столиці, місті Нукуалофа, працювало близько 120 магазинів, власниками яких були вихідці з Китаю. Однак приплив китайських іммігрантів викликає невдоволення серед місцевого населення, яке побоюється їхньої економічної переваги. До того ж серед тонганців зросло безробіття. У 1999 році Тонганська асоціація китайців зареєструвала 40 випадків переслідування китайських підприємців, в тому числі нападів. У 2000 році влада округу Нукунуку заборонила всі китайські магазини. У 2001 році в країні було зареєстровано вже близько 100 нападів на расовому підґрунті, організованих тонганцями проти китайців. Ріст напруги в суспільстві примусив прем'єр-міністра Тонга, принца Улакалала Лавака Ата, відмовити 600 китайцям в продовженні дозволу на працю. Їм же було наказано залишити країну протягом 12 місяців. У 2006 році пройшли чергові заколоти в Нукуалофа, організовані проти китайських підприємців. Це призвело до подальшої еміграції ще декількох сотень китайців. Незважаючи на погане ставлення з боку місцевого населення, в Тонга досі мешкає значна кількість китайців, більшість з яких не збирається залишати свій бізнес на архіпелазі.

### Мови
Окрім англійської мови офіційною мовою країни є тонганська, одна з багатьох мов полінезійської групи австронезійських мов, наряду з гавайською, маорі, самоанською, таїтянською та іншими. Спільно з мовою ніуе тонганська мова формує тонганську підгрупу полінезійської групи мов. Писемність мови була створена в першій половині XIX століття європейськими місіонерами. Загальна чисельність носіїв тонганської мови в 1998 році становила 96 334 особи.
Тонганське письмо базується на латинській абетці та складається з 16 літер — 5 голосних та 11 приголосних. Суттєву роль в усному мовленні відіграє тривалість голосних звуків, внаслідок чого може змінюватись значення слова. На письмі довжина позначається макроном, або толоі (наприклад, «ā»), а гортанна змичка, або глухий гортанний вибуховий приголосний звук, — апострофом («ʻ»).
У країні також є носії іншої тихоокеанської мови — ніуафооу, якою в 1981 році розмовляло 690 осіб (використовується на островах Ніуафооу та Еуа). До XIX століття на острові Ніуатопутапу також існувала своя місцева мова, та після анексії Джорджем Тупоу I в червні 1862 року її було цілковито витіснено тонганською.
За оцінкою 1998 року, 98,9 % населення країни вміло читати та писати тонганською або англійською.

## Економіка

### Загальна характеристика
Основними факторами, що можуть порушити економічну стабільність на островах, є природні катастрофи (в основному, посухи та циклони) і коливання на світових ринках. Пов'язано це з тим, що основу експорту Тонга складають товари (кабачки, ваніль, риба, перець), які дуже чуттєві до природних процесів, а сама країна є економічним агентом, який не може впливати на ціноутворення на глобальних ринках. Також важливою складовою економіки Тонго є експорт сирої нафти. Віддаленість від основних ринків збуту продукції призводить не тільки до високих транспортних витрат, перешкоджає міжнародній мобільності факторів виробництва, а також заважає проникненню в країну різноманітних комерційних і технічних ноу-хау.
Згідно з даними ЦРУ за оцінкою 2007 року ВВП країни за паритетом купівельної спроможності становив близько $526 млн, а ВВП на душу населення — 5100 $. У період з 1973 по 1995 роки щорічний економічний приріст, який значною мірою визначався витратами держави та рівнем грошових переводів з-за кордону, становив близько 1,8 %. Ріст реального ВВП в період з 1994 по 2001 рік в середньому становив 2,2 %, при чому цей показник варіювався від 0,1 до 6,2 %, що свідчило про залежність економіки від таких секторів, як сільське господарство й туризм. Згідно з оцінкою 2007 року, ріст ВВП мав від'ємний показник: −3,5 %, що було відображенням ослаблення тонганської економіки.

### Сільське господарство

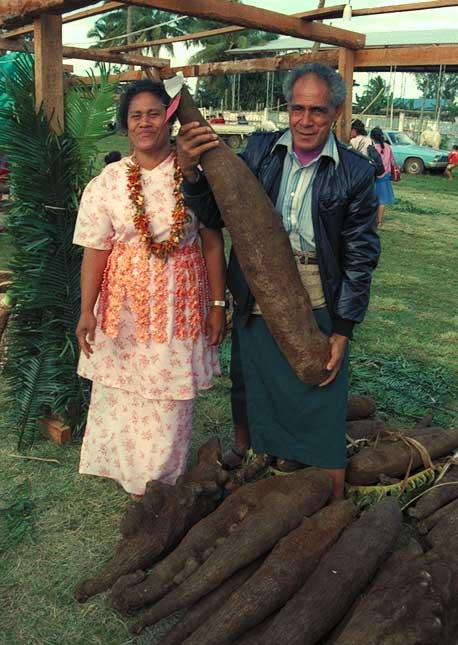
Тонганці з вирощеним ямсом.

Одним з важливих секторів економіки Тонга є сільське господарство. Однак в останні роки спостерігається зниження долі цього сектора в ВВП країни. Наприклад, в 1994/1995 роках доля сільського господарства в ВВП становила 34 %, а у 2005/2006 роках ця цифра впала до 25 %. Це викликано диверсифікацією місцевої економіки, в результаті якої значно зросла роль сектору послуг. Основною ціллю даного процесу є розширення економічної бази Тонга з метою укріплення економіки на випадок майбутніх зовнішніх шоків. Сільське господарство забезпечує країну харчовими продуктами, робочими місцями, матеріалами для будівництва та промисловості, стимулює приплив закордонної валюти.
Основними сільськогосподарськими культурами є кокосова пальма (з маслянистого ендосперму горіхів цієї рослини виробляють копру), банани, ваніль, кабачки, какао, кава, імбир, чорний перець.

### Рибальство
Риба — одна з національних коштовностей Тонга, яка відіграє дуже важливу роль в економіці та житті країни. Для внутрішнього ринку риба в основному виловлюється в межах рифів і лагун та служить основним джерелом білка для місцевого населення.
Країна має велику виняткову економічну зону, площа якої становить близько 700 тисяч км². Поповнення державного бюджету також здійснюється за рахунок видачі закордонним кораблям ліцензії на право вилову риби в цій економічній зоні, при цьому прибуток від ліцензування сильно залежить від погодних умов (здебільшого від Ель-Ніньйо). Основний інтерес для закордонних кораблів представляє тунець.
У кінці 1960-х років в Тонга почався комерційний вилов лобстерів, який щорічно становив близько 36 метричних тонн. Однак останніми роками відбулось зниження цієї цифри. Крім того, вирощуються різноманітні види морських молюсків: частина з них йде для внутрішнього споживання, а раковини використовуються для виготовлення сувенірів для туристів. Уряд країни робив спроби з розведення устриць і перлів, однак ці експерименти були невдалі. Початок розведенню цих молюсків у країні був покладений на початку 1960-х років, а в 1975 році урядом Тонга було створено експериментальне підприємство з вирощування устриць-крилаток (лат. Pteria penguin), які спеціально для цих цілей були завезені з Японії. В 1993 році на островах Вавау вперше було створено ряд комерційних ферм із вирощування перлів.

### Транспорт

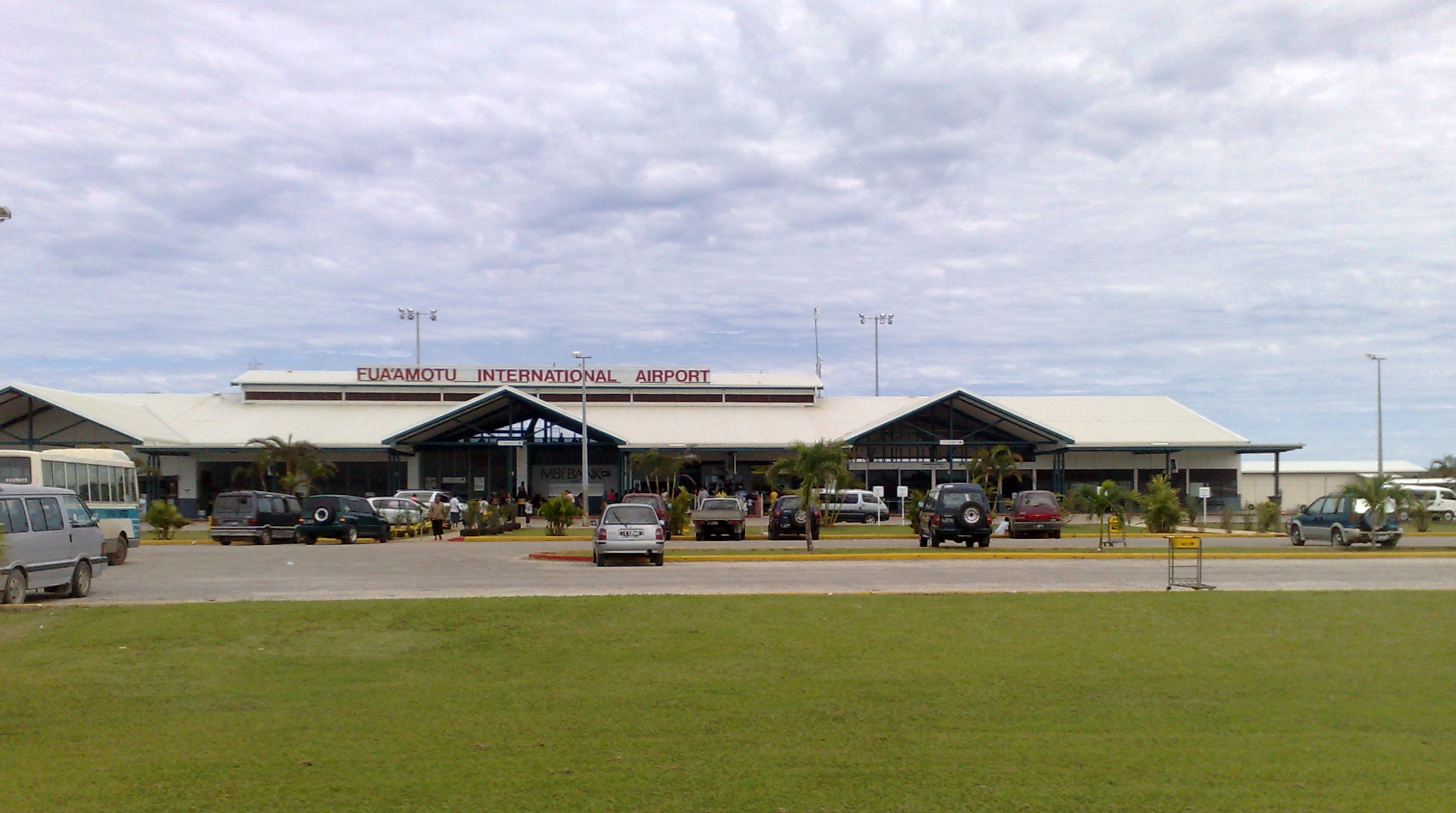
Міжнародний аеропорт Фуаамоту

У 2000 році довжина шосейних доріг Тонга становила всього 680 км. З них 184 км були з твердим покриттям. У країні відсутній залізничний транспорт.
У Тонга відсутні національні авіаперевізники: існуючі раніше місцеві авіакомпанії Peau Vavaʻu (була заснована у 2004 році, здійснювала внутрішні перельоти) та Royal Tongan Airlines (була заснована в 1985 році, здійснювала внутрішні та міжнародні перельоти) припинили своє існування. У теперішній час основними міжнародними авіакомпаніями, які здійснюють польоти в країну, є Air Pacific, Air New Zealand, Pacific Blue, а між островами Тонга — Chathams Pacific. Загалом у 2007 році в країні діяло 6 аеропортів, але тільки один із них, Міжнародний аеропорт Фуаамоту, мав тверде покриття злітно-посадкової смуги.
На більшості островів діє громадський транспорт, є таксі (на номерних знаках — буква «T»). Найбільший порт країни — Нукуалофа.

### Зв'язок

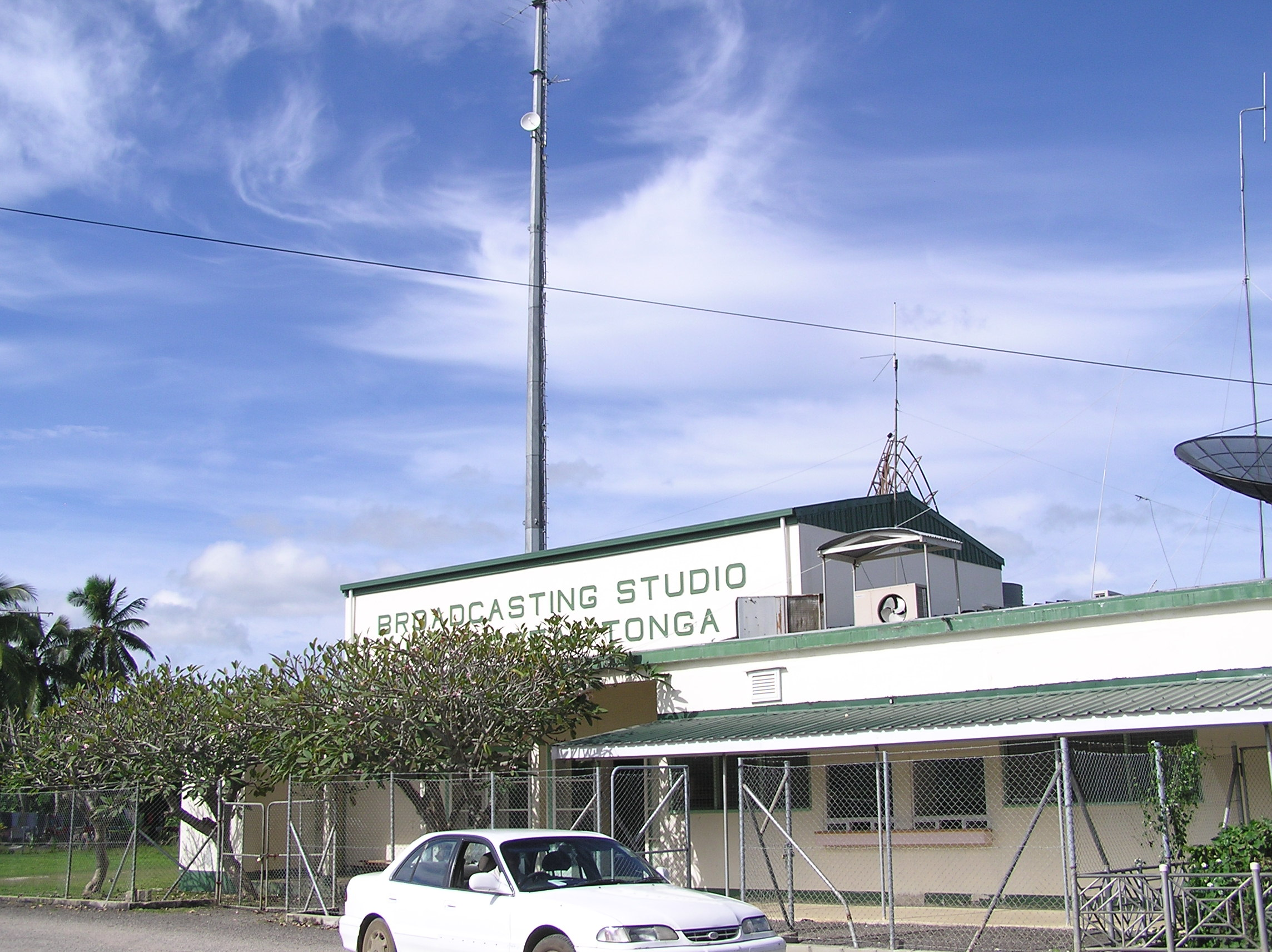
Будівля Телерадіокомісії Тонга

Преса Тонга представлена трьома щотижневими виданнями:
- Газета Tonga Chronicle (тонг. Ko e Kalonikali Tonga) належить уряду країни та публікується щоп'ятниці двома мовами — тонганською та англійською (тираж газети тонганською мовою становить коло 5 тисяч екземплярів, на англійській — 1,5 тисячі)[55].
- Times of Tonga (тонг. Taimi o Tonga) є приватною та видається в Окленді (Нова Зеландія) двічі на тиждень з окремим випуском для островів Тонга (заснована у квітні 1989 року)[56].
- Журнал Matangi Tonga також є приватним[57].

У країні публікується ще кілька друкованих видань: Lao moe Hia (публікація судових справ; тонганською мовою), Ko e Kele'a (політичні коментарі) та кілька релігійних видань.
На островах працюють одна AM-станція (Radio Tonga 1) та чотири FM-станції:
- Kool 90FM (належить урядовій Телерадіокомісії Тонга)
- Radio 2000 (приватна радіостанція)
- 93FM (приватна релігійна)
- Radio Nuku'alofa (приватна)[57].

У 2004 році в Тонга три компанії надавали телевізійні послуги: Телерадіокомісія Тонга (англ. Tonga Broadcasting Commission, урядова організація, якій належать канали «Television Tonga» та «TV Tonga 2»), «Tonfon» (платне кабельне телебачення), «Friendly Island Broadcasting Network» (приватна компанія, яка надавала послуги на Вавау).
На островах доступні різноманітні телекомунікаційні послуги, зокрема телефонія та Інтернет. У 2007 році в країні використовувалось понад 21 тисяча домашніх телефонів та 46 500 мобільних телефонів. Інтернетом користувались 8400 осіб.

### Туризм

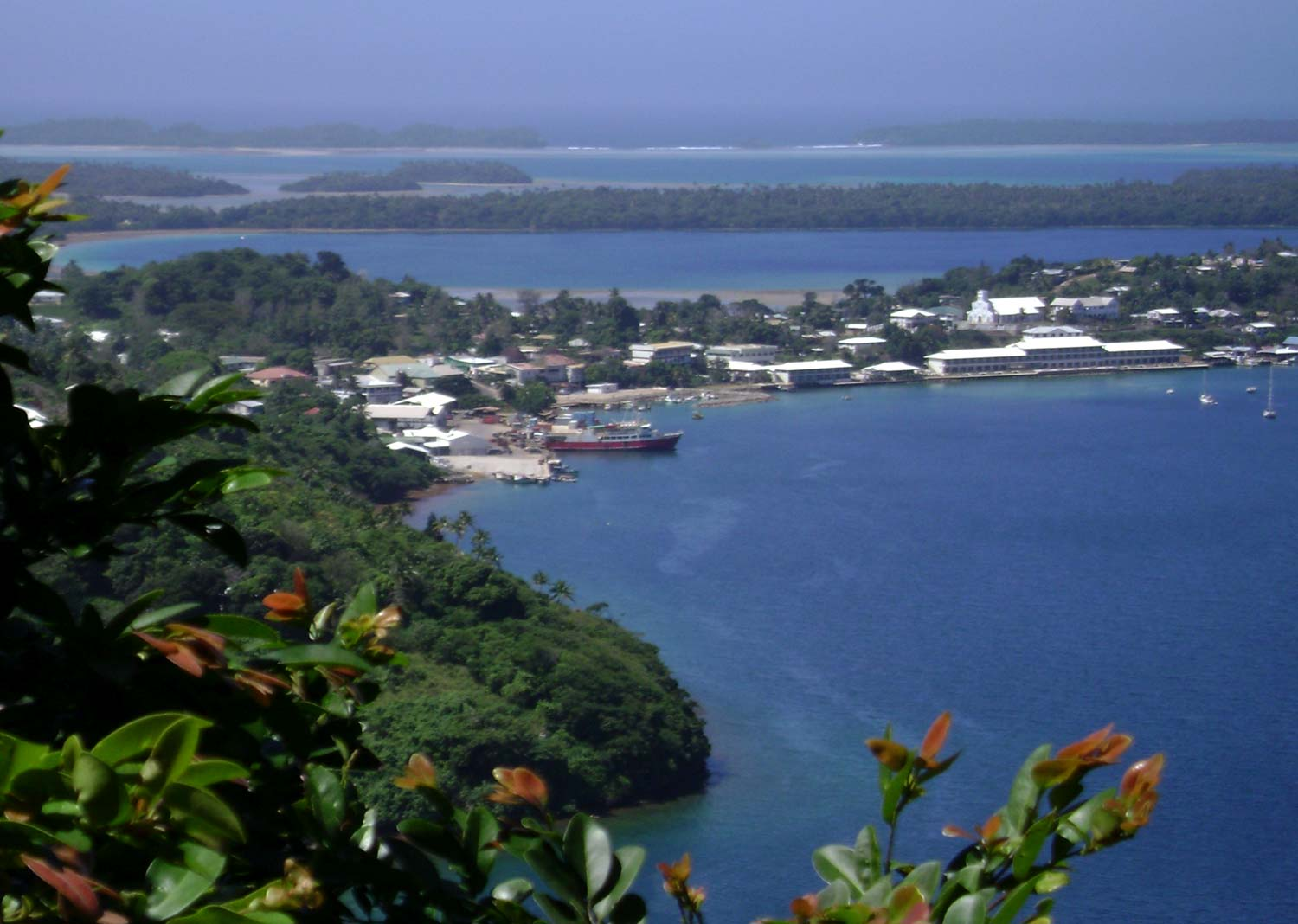
Місто Неіафу.

Довгий час туристичний сектор економіки Тонга був відносно нерозвинений. Лиш у 1966 році урядом королівства зроблено перший вагомий крок на шляху до розвитку туризму — побудовано найбільший в країні готель International Dateline Hotel. Нині туризм відіграє вагому роль в економіці Тонги та є одним із головних джерел надходження іноземної валюти. У 2004 році країну відвідало 41 208 туристів, що майже на 10 тисяч більше, ніж в 1999 році: тоді країну відвідало 30 949 осіб. Країну здебільшого відвідують туристи з Нової Зеландії, Австралії та США. У 2003 році основними цілями приїзду в Тонга було проведення на островах канікул/відпусток, а також відвідання друзів та родичів, а основними видами відпочинку для іноземців — дайвінг, спортивне рибальство, культурний туризм, ходіння на яхті, серфінг, кемпінг.
Громадяни деяких держав, зокрема й колишніх республік СРСР, — Росії, України, Латвії й Литви, не потребують отримання візи до в'їзду в країну. Як правило, вона видається безкоштовно в аеропорту при в'їзді в Королівство. Термін дії — 1 місяць. Обов'язковими умовами для її отримання є зворотний квиток та достатня кількість коштів для відпочинку в Тонга. Тим не менш, громадяни низки країн зобов'язані отримати візу до в'їзду в країну.

### Зовнішні економічні зв'язки
Основними статтями експорту Тонга є сільськогосподарська продукція (кабачки, риба, ваніль, коренеплоди). Країна залежить від імпорту продовольчих товарів, продукції машинобудівництва і транспортних засобів, палива, хімічної продукції. Імпорт в декілька раз перевищує експорт. У 2006 році обсяг експорту склав $ 22 млн, а імпорту — $ 139 млн.
Основними партнерами з імпорту в 2007 році були Фіджі (32 %), Нова Зеландія (27 %), США (9 %), Австралія (8 %), Китай (5 %).
Основні партнери з експорту — США (34 %), Японія (20 %), Південна Корея (10 %), Фіджі (6 %), Самоа (5 %).

### Грошова система та фінанси

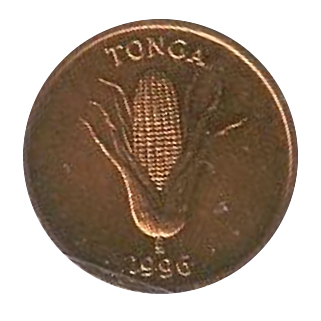
Грошова одиниця Королівства (seniti taha)

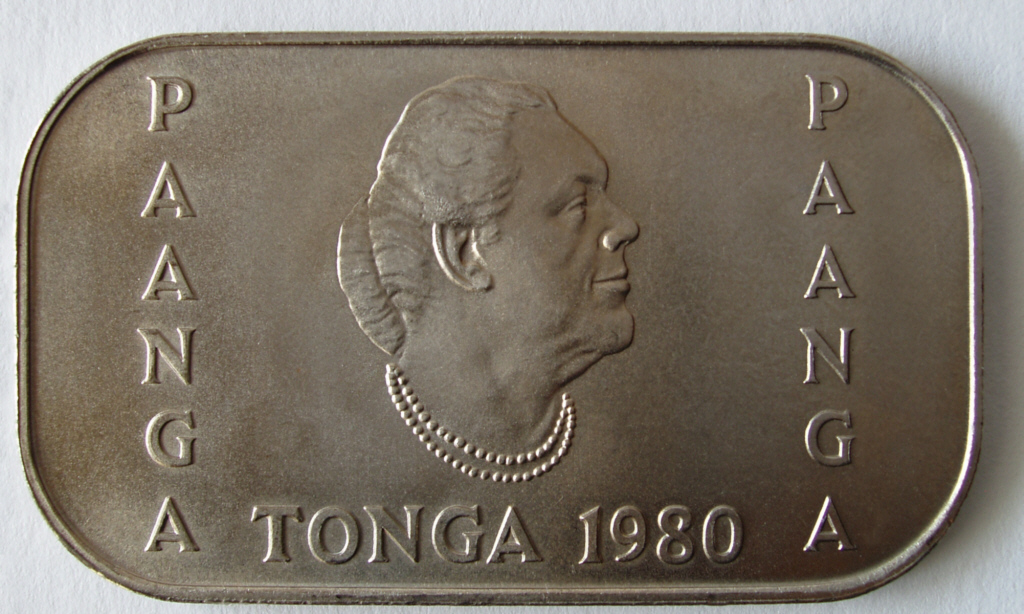
Тонганська монета 1980 року номіналом в 1 паанга

Грошова одиниця Тонга — паанга, введена в обіг 3 квітня 1967 року (до цього використовувався тонганський фунт). Сама по собі вона не є конвертованою валютою, а її курс прив'язаний до кошика валют, що складається з австралійського, новозеландського доларів, долара США та японської єни. В обігу знаходяться 7 монет номіналами в 1, 2, 5, 10, 20, 50, 100 сеніті, а також 7 банкнот номіналами в 1, 2, 5, 10, 20, 50 та 100 паанга.
За бюджетом на 2007–2008 рік (бюджетний рік триває з 1 липня по 30 червня) витрати становили 109,8 млн доларів США, а прибутки — 80,48 млн доларів США Найбільшими статтями витратної частини бюджету є витрати на ЖКГ, економіку, охорону здоров'я. Серед прибутків найбільше значення мають надходження від податків, причому вирішальну роль грають непрямі податки.
Важливим джерелом поповнення бюджету країни є поштові марки, які викликають цікавість філателістів з усього світу.
Внутрішня банкова система Тонга представлена трьома закордонними (Westpac Bank of Tonga, ANZ Bank, Malaysian Banking finance) та одним місцевим банком (Tonga Development Bank). Нагляд за цими банками виконує Національний резервний банк Тонга (англ. National Reserve Bank of Tonga), який є центральним банком країни.

## Культура

### Спорт

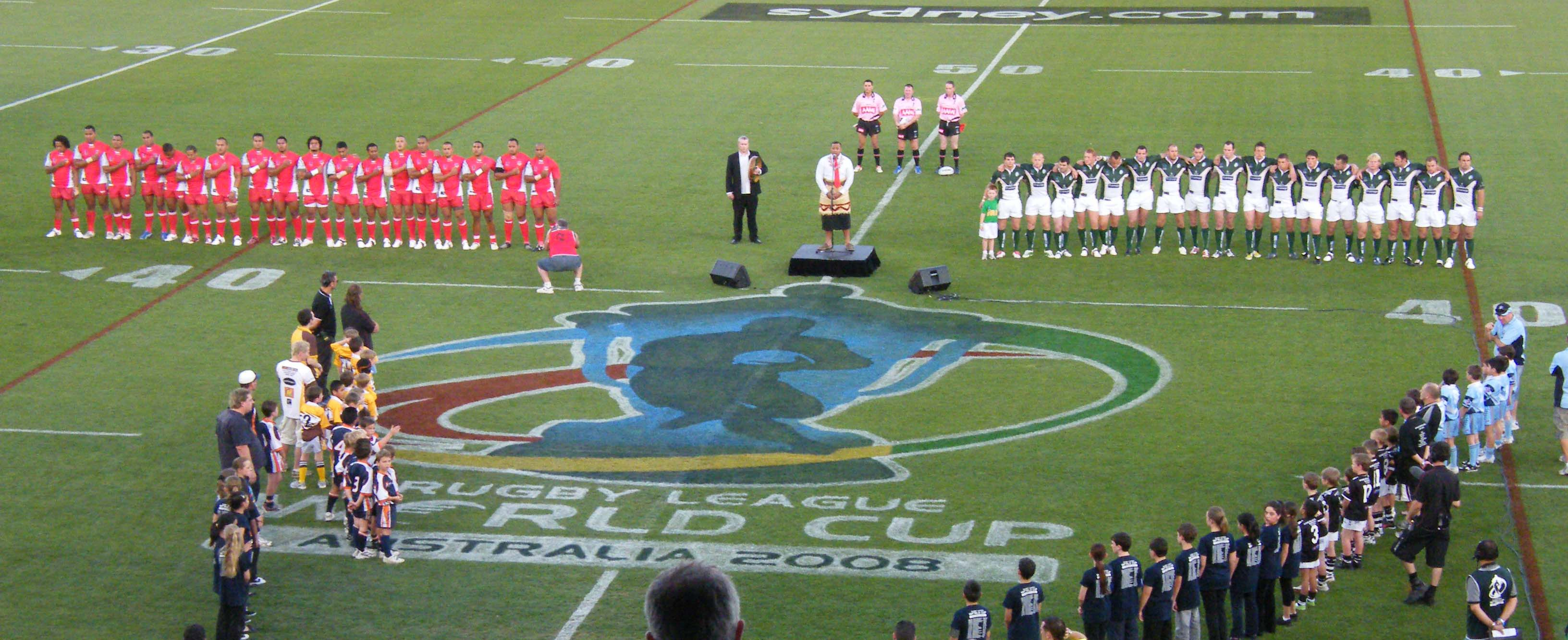
Національна збірна Тонги з регбіліг (у червоному)

Регбі — національний вид спорту на островах Тонга, а національна збірна з регбі («'Ikale Tahi», або «Морські Орли») досить вдало виступає на міжнародній арені. Хоча вона і має скромніші результати, ніж команди з Самоа та Фіджі, та країна чотири рази брала участь в Чемпіонаті світу з регбі (вперше взяла участь 1987 року). Найуспішнішим виступом національної збірної був виступ на чемпіонаті світу з регбі 2007 року, коли в перших двох матчах вона завдала поразки збірним США з рахунком 25—15 та Самоа з рахунком 19—15. Однак у двох наступних матчах збірна цілком прогнозовано поступилася Новій Зеландії та Англії, посівши у своїй групі 3-тє місце. Завдячуючи цьому успіху національна збірна Тонги автоматично пройшла кваліфікацію на участь у Чемпіонаті світу з регбі 2011 року, який відбудеться в Новій Зеландії.
Футбольна асоціація Тонги є членом ФІФА та Конфедерації футболу Океанії з 1994 року. Перший міжнародний матч за участю збірної Тонги з футболу відбувся 29 серпня 1979 року, в якому Тонга програла збірній Таїті з рахунком 0:8. Найбільшої поразки збірна Тонги зазнала від збірної Австралії 9 квітня 2001 року, програвши з рахунком 0:22. Найбільшу перемогу збірна Тонги одержала над збірною Федеративних Штатів Мікронезії 5 липня 2003 року на Південнотихоокеанських іграх у Фіджі з рахунком 7:0.
Національний олімпійський комітет країни було сформовано в 1963 році та офіційно визнано МОК у 1984 році. Уперше збірна Тонги взяла участь у літніх Олімпійських іграх в 1984 році (проходили в місті Лос-Анджелес). Однак перша і поки єдина медаль (срібло) була завойована тільки 1996 року, в Атланті, тонганським боксером Паеа Вольфграммом. У зв'язку з кліматичними умовами Тонга жодного разу не брала участі у зимових Олімпійських іграх, хоча планувалось, що у 2010 році в Олімпійських іграх у Ванкувері (Канада) братиме участь тонганський саночник, який проходив підготовку в Німеччині. Однак йому не вдалося подолати кваліфікацію.